# Caconeura obscura
Caconeura obscura – gatunek ważki z rodziny pióronogowatych (Platycnemididae). Znany jest jedynie z holotypu – samca odłowionego przed 1933 rokiem w Ghatach Wschodnich w Indiach.